# Platyauchenia
Platyauchenia is een geslacht van kevers uit de familie bladkevers (Chrysomelidae).
De wetenschappelijke naam van het geslacht werd in 1843 gepubliceerd door Sturm.

## Soorten
- Platyauchenia latreillei (Castelnau, 1840)
- Platyauchenia ruficollis Staines, 1932